# NGC 877

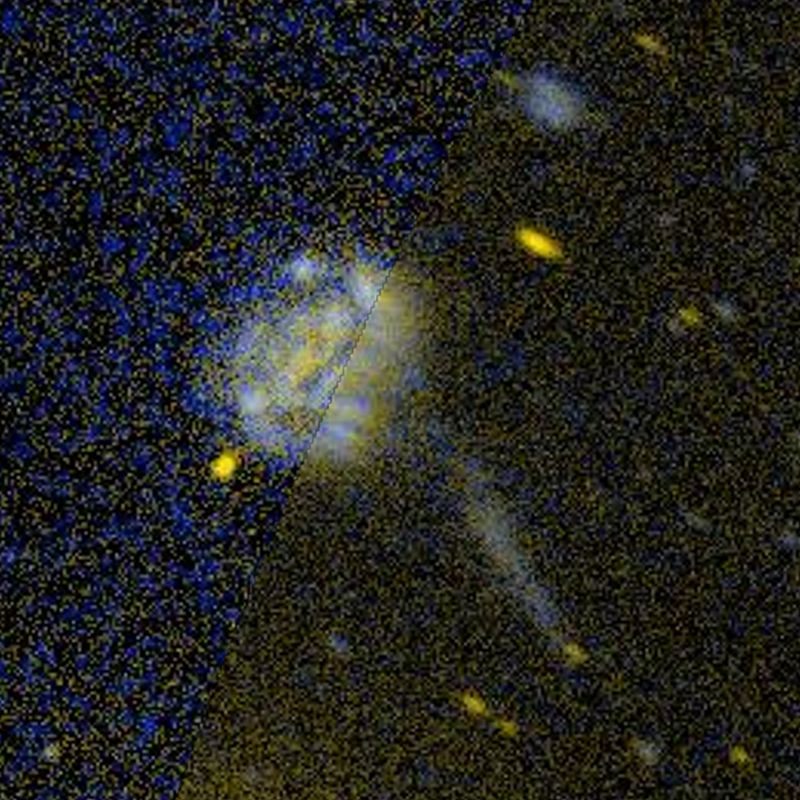
NGC 877 (en haut) et NGC 876 dans le domaine de l'ultraviolet. (GALEX)

NGC 877 est une galaxie spirale barrée située dans la constellation du Bélier. NGC 877 a été découverte par l'astronome germano-britannique William Herschel en 1784.

## Caractéristiques
NGC 877 présente une large raie HI et c'est une galaxie LINER, c'est-à-dire une galaxie dont le noyau présente un spectre d'émission caractérisé par de larges raies d'atomes faiblement ionisés.

### Distance
Sa vitesse par rapport au fond diffus cosmologique est de 3 659 ± 18 km/s, ce qui correspond à une distance de Hubble de 54,0 ± 3,8 Mpc (∼176 millions d'al).
À ce jour, 11 mesures non basées sur le décalage vers le rouge (redshift) donnent une distance de 46,564 ± 7,653 Mpc (∼152 millions d'al), ce qui est à l'intérieur des valeurs de la distance de Hubble. Notons cependant que c'est avec la valeur moyenne des mesures indépendantes, lorsqu'elles existent, que la base de données NASA/IPAC calcule le diamètre d'une galaxie et qu'en conséquence le diamètre de NGC 877 pourrait être d'environ 40,3 kpc (∼131 000 al) si on utilisait la distance de Hubble pour le calculer.

### Luminosité dans l'infrarouge
La luminosité de la galaxie de NGC 877 dans l'infrarouge lointain (de 40 à 400 µm)  est égale à 8,32 × 1010 {\displaystyle L_{\odot }} (1010,92{\displaystyle L_{\odot }}) et sa luminosité totale dans l'infrarouge (de 8 à 1 000 µm) est de 1,10 × 1011 {\displaystyle L_{\odot }} (1011,04{\displaystyle L_{\odot }}).

## Groupe de NGC 877
Les galaxies NGC 876 et NGC 877 sont à peu près à la même distance de nous et ils forment une paire de galaxies en interaction gravitationnelle. On voit d'ailleurs une légère déformation du bras sud de NGC 877 en direction de NGC 876.
Notons qu'Abraham Mahtessian et P. Forcardi et al. prétendent également que la galaxie NGC 871 forme une paire avec NGC 877. En fait, NGC 877 est la plus brillante galaxie d'un groupe d'au moins 8 galaxies qui porte son nom. Les autres galaxies du groupe de NGC 877 sont IC 1791, NGC 871, NGC 876, UGC 1693, UGC 1761, UGC 1773 et UGC 1817.